# Lasioglossum feai
Lasioglossum feai är en biart som först beskrevs av Joseph Vachal 1895.  Lasioglossum feai ingår i släktet smalbin, och familjen vägbin. Inga underarter finns listade i Catalogue of Life.